# Nils Torvalds
Nils Ole Hilmer Torvalds, né le 7 août 1945 à Ekenäs, est un homme politique finlandais, membre du Parti populaire suédois de Finlande (SFP).

## Biographie
Nils Torvalds est un Suédois de Finlande. Il est le fils du poète Ole Torvalds et le père du créateur de Linux, Linus Torvalds.
Il devient député européen le 5 juillet 2012 en remplacement de Carl Haglund, réélu en 2014 et en 2019.
Au cours de la 7e législature au parlement européen, il siège au sein de l'Alliance des démocrates et des libéraux pour l'Europe. Il est vice-président de la Commission de la pêche, membre de la Commission des libertés civiles, de la justice et des affaires intérieures.
Nils Torvalds se porte candidat à l'élection présidentielle de 2018. Il rassemble 1,49 % des voix et termine huitième.